# Phlyzakium attemsi
Phlyzakium attemsi är en mångfotingart som först beskrevs av Henri W. Brölemann 1898.  Phlyzakium attemsi ingår i släktet Phlyzakium och familjen Chelodesmidae. Inga underarter finns listade i Catalogue of Life.